# Петропавловская церковь (Карловы Вары)
Це́рковь Святы́х первоверхо́вных апо́столов Петра́ и Па́вла (чеш. chrám svatých apoštolů Petra a Pavla) — православный храм, имеющий статус подворья Русской православной церкви в Карловых Варах.

## История

### Первые (временные) храмы
Подписка на пожертвования для строительства православного храма в Карлсбаде (Австрийская империя) была открыта 29 июня (11 июля) 1862 года. Она велась под покровительством великой княгини Елены Павловны. Среди жертвователей были граф А. П. Шувалов, граф А. И. Мусин-Пушкин, А. И. Кошелёв, князь С. М. Воронцов, граф М. Ю. Виельгорский и П. А. Дубовицкий.
Земля на улице Шлоссберга (ныне — улица Петра Великого) была безвозмездно предоставлена Карлсбадским городским советом. Проект был составлен архитектором К. А. Ухтомским. Несмотря на это, средств на строительство было недостаточно, в 1877 году на месте, предоставленном для православной церкви, был построен англиканский храм Святого Луки.
В 1862 году, как стало известно, что храм не может быть построен, русская община решила приобрести дом, в котором можно было устроить домовую церковь. В «Богемском зале» гостиницы «Пупп» 30 августа (11 сентября) 1863 года была освящена временная церковь Святых Петра и Павла. Храм был «походным», с окончанием сезона он разбирался. В том же году начался сбор пожертвований на строительство нового храма.
После приобретения небольшого здания «Вашингтон», напротив гостиницы «Пупп», в нём была устроена домовая церковь, которая была освящена 25 мая (6 июня) 1867 года. Дубовый иконостас, созданный по проекту архитектора П. А. Заруцкого и расписанный И. А. Тюриным, был пожертвован великой княгиней Еленой Павловной.
С течением времени домовая церковь стала тесной для всех православных посетителей Карлсбада.

### Современный храм
В празднование 200-летия со дня рождения Петра I в Карлсбаде, в 1872 году, была собрана большая сумма пожертвований на строительство храма. Церковный староста домовой церкви А. А. Абаза постоянно заботился о сборе. Одновременно шли переговоры с местными властями о приобретении земельного участка, закончившиеся его предоставлением.
29 июня (11 июля) 1893 года состоялась закладка храма. Церковь строилась под наблюдением архитектора Густава Видермана, который за основу взял ранее составленный проект К. А. Ухтомского. Магистрат Карлсбада предоставил 20-процентную скидку на строительные материалы, бесплатно были асфальтированы дорожки около храма.
Храм был освящён 28 мая (9 июня) 1897 года во имя святых первоверховных апостолов Петра и Павла. Освящение совершил протоиерей Александр Алексеевич Лебедев в сослужении 12 священников.
В 1903 году на собранные пожертвования четыре малых купола были перекрыты медью, проведён ремонт. В 1908 году крыша храма была заново перекрыта оцинкованным железом.
В связи с 25-летием смерти И. С. Тургенева 22 августа (4 сентября) 1908 года при храме был образован «для увековечения памяти русских писателей Тургенева и Гоголя» Тургеневский фонд.

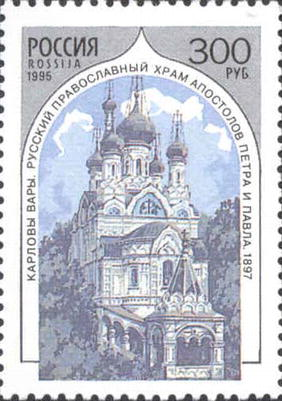
Почтовая марка 1995

Для удобства приезжающих из России было решено построить многоэтажный «Русский Дом» с недорогими помещениями и русскоязычным персоналом. Сборы пожертвований на его строительство начались в 1902 году; к 1914 году необходимая сумма была собрана, но начавшаяся Первая мировая война помешала осуществиться планам.
С началом войны настоятель храма, протоиерей Николай Рыжков, был арестован австрийскими властями. Впоследствии он был приговорён к смертной казни, но, благодаря ходатайству испанского короля Альфонса XIII, помилован с последующим обменом на униатского митрополита Андрея Шептицкого. Храм был закрыт до окончания войны. В 1916 году позолоченная медь с куполов и колокола были сняты.
После войны храм действовал в летний период, богослужения совершало духовенство Пражской церкви. По окончании сезона храм закрывался.
С 1918 года в приходском доме проживали архиереи, эмигрировавшие из России.
В 1920—1930 годах храм находился в юрисдикции митрополита Евлогия (Георгиевского), тогда де-факто независимого управляющего русскими церквями в Западной Европе; с 1931 года — в Западноевропейском экзархате Константинопольского патриархата.
Вскоре после создания протектората Богемии и Моравии, распоряжением рейхсминистра церковных дел Ганса Керрла от 5 мая 1939 года приход со всем его имуществом был передан Берлинской и Германской епархии Русской православной церкви заграницей и приписан к Мариенсбадскому храму.
В 1945 году храм вошёл в новоучрежденный Западноевропейский Экзархат Московского патриархата; с 1946 года — в Чехословацкий экзархат.
В 1948—1950 годах в Карловых Варах действовала Православная духовная семинария, ректором которой был настоятель храма протоиерей Алексий Витвицкий.
С получением автокефалии в 1951 году Чехословацкой православной церковью храм перешёл в её юрисдикцию.
В 1970-е годы был проведён внешний ремонт храма. Реставрация храма проводилась также в 1980, 1983—1987 годах.
1 апреля 1979 года храм стал местом пребывания открытого тогда подворья Московского патриархата в пределах Чехословацкой православной церкви.
В 2009 года на переданном Подворью участке городского кладбища в Карловых Варах начало функционировать 
православное кладбище.
11 октября 2015 года руководитель Управления Московской патриархии по зарубежным учреждениям архиепископ Егорьевский Марк (Головков) совершил чин освящения обновлённого храма.
Решением Священного Синода от 27 декабря 2024 года, митрополит Иларион (Алфеев) почислен на покой. Местом его служения назначен храм Петра и Павла в Карловых Варах.

## Архитектура, убранство
Церковь находится в одном из самых красивых мест города, у подножья гор, между улицами Петра Великого и Садовой.
Храм построен в стиле Московских и Ярославских церквей XVII века, с сенями и крыльцами, крытой галереей вокруг, сходящеюся у колокольни. Центральный купол и купол колокольни, кресты, венчающие купола, позолочены. Длина храма составляет 41 метр, ширина — 14 метров, высота храма под куполом — 21 метр, высота колокольни — 40 метров.
Четыре колокола были приобретены после Второй мировой войны в Чехословакии. Ранее здесь находились шесть колоколов, перелитые из старых пушек, пожертвованные императором Николаем II.
В нижней части восточной стены храма находится бронзовый горельеф «Пётр и каменщики», устроенный в 1912 году, когда праздновалось 200-летие пребывания Петра I в Карлсбаде.
В храме находятся витражи с изображениями Спасителя, святых Иоанна Златоуста, Василия Великого — в алтаре; святого князя Вячеслава и святой княгини Людмилы Чешских — в самом храме — были изготовлены в Инсбруке (Тироль). Иконы чешских святых — дар православных чехов, проживавших на Волыни.
Дубовый иконостас был перенесён из прежней домовой церкви. Паникадило из хрусталя на 132 свечи приобретено в 1982 году.
- Образ Спасителя и список Почаевской иконы Божией Матери, на кипарисовых досках, подаренные ко дню освящения императором Николаем II. На обратной стороне икон, на серебряной дощечке, выгравирована надпись: «Образ сей Высочайше пожалован Его Императорским Величеством Государем Императором Николаем Александровичем Карлсбадскому православному храму, ко дню его освящения, 28 мая 1897 г.».
- Иконы святителя Николая Чудотворца святого благоверного князя Александра Невского, на кипарисовых досках, присланные в 1899 году также императором.
- Икона святой равноапостольной Марии Магдалины, присланная ко дню освящения императрицей Марией Фёдоровной.

Первоначально в помещении под храмом была создана библиотека с читальным залом. В настоящее время здесь оборудованы зал для приемов и небольшая библиотека.
На территории церкви, обнесённой оградой, находится приходской дом.